# Дука-Лёвенштайн, Андреа
Андреа Дука-Лёвенштайн (нем. Andrea Duka Löwenstein; род. 1975, Берлин[какой?]) — немецкая скрипачка.

## Биография
Училась в 1989—1994 гг. в Любеке, в том числе у Захара Брона, затем в 1996—1998 гг. в Кёльне у Виктора Третьякова, в 2000—2002 гг. совершенствовала своё мастерство в Нью-Йорке у Дороти Делэй (Джульярдская школа). В 18 лет выступила с дебютным сольным концертом в камерном зале Берлинской филармонии, в 1994 году дебютировала в Гамбурге, исполнив концерт Феликса Мендельсона с дирижёром Гердом Альбрехтом; в дальнейшем сотрудничала с ним при записи первого концерта Йозефа Богуслава Фёрстера и концерта Эгона Веллеса — по поводу последнего рецензент The Penguin Guide to Compact Discs отмечал, что это сочинение «предлагает солисту грозный вызов, с которым Андреа Дука-Лёвенштайн справляется триумфально». С Альбрехтом же в 1997 году гастролировала в Москве.
Как камерный исполнитель со студенческих лет выступала вместе с пианистом Филиппом Моллом, записала с ним альбом скрипичных сонатин Франца Шуберта и рапсодии Белы Бартока. Шубертовская запись заставила рецензента журнала Gramophone отметить, что музыканты отнеслись к относительно малоизвестным произведениям всерьёз, «представив прочувствованное, обдуманное исполнение, уважительное к их скромному масштабу, но полноценно исследующее их многочисленные и разнообразные выразительные возможности»; в свою очередь, рецензент «Fanfare Magazine» указывал на продемонстрированную скрипачкой «изящную фразировку, избегающую преувеличений, но отдающую должное местам подлинной силы».
В 2010 году Дука-Лёвенштайн основала творческое объединение Women´s Art Project, годом позже организовавшее собственный музыкальный фестиваль в австрийском городе Рабс-ан-дер-Тайя.